# Сарапик, Александр Мартович
Сарапик, Александр Мартович (1881—1942) — пресвитер, один из руководителей Всемирного союза евангельских христиан, издатель и редактор журнала «Евангельская вера».

## Биография
Александр Сарапик уроженец Эстонии, житель с. Романовка Самарской области, с детства жил в Санкт-Петербурге. В 18 лет окончил техническое училище. В 1901 году, в возрасте 20 лет, он обратился к Богу, посещая собрания Санкт-Петрбургской общины евангельских христиан. В 1912 году стал проповедником и членом Совета этой общины.
В 1918 году в связи со служебной необходимостью переехал в Симбирск (ныне Ульяновск), где стал проводить богослужебные собрания на своей квартире. В 1920 году из Кузнецка приехал евангельский христианин по фамилии Синюца и помог открыть в Симбирске официальное собрание. На тот момент община состояла из 8 человек — членов Петроградской общины евангельских христиан, переехавших в Симбирск.
В 1921 году А. М. Сарапик был осужден на 2 года за антисоветскую деятельность, а собрание было закрыто.
Однако уже через год А. М. Сарапик оказался на свободе и проведение собраний возобновилось.
В 1925 году Александр Мартович был рукоположен на пресвитерское служение в Ульяновской (Симбирской) общине. К этому времени в общине обратилось к Богу около 90 человек. Община располагалась в бывшем Доме Языковых.
16 декабря 1930 года, в период сталинских репрессий в отношении протестантов, А. М. Сарапик был арестован и 19 февраля 1931 года осужден особым совещанием при Коллегии ОГПУ к 3 годам ссылки по ст. 58-10 УК РСФСР (пропаганда или агитация, содержащие призыв к свержению, подрыву или ослаблению Советской власти или к совершению отдельных контрреволюционных преступлений, а равно распространение или изготовление или хранение литературы того же содержания) (по другой информации — к 3 годам заключения в концлагере).
В 1935 году переехал в Эстонию (в то время независимую от СССР страну), присоединился к Таллинской церкви. Был тесно связан со Всемирным союза евангельских христиан, создаваемым И. С. Прохановым и его сподвижниками. В 1937 году, через 2 года после смерти Проханова, бюро Союза и редакция союзного журнала «Евангельская вера» были переведены из Берлина в Эстонию, а редактирование журнала поручено А. М. Сарапику. Фактически А. М. Сарапику были переданы полномочия по руководству Всемирным союзом.
Ушел в вечность в 1942 году.